# Eviplera
O Eviplera é um tratamento de combinação de três medicamentos num único comprimido, utilizado no tratamento de doentes infetados pelo VIH, tomado uma vez por dia. Combina 200 mg de FT (emtricitabina), 25 mg de rilpivirina e 300 mg de tenofovir, num único comprimido de cor rosa-púrpura.
Nos EUA a combinação dos três medicamentos é comercializada sob o nome Complera e na Europa como Eviplera.

## Dicas sobre a toma
Um comprimido, uma vez por dia, tomado sempre com uma refeição, à mesma hora. De preferência, a medicação deverá ser tomada com a refeição mais consistente do dia para facilitar a sua absorção. Líquidos, mesmo que nutritivos, não facilitarão a absorção do medicamento, dando génese a resistências aos componentes.

## Efeitos secundários

### Frequentes
Náuseas, vómitos, diarreia, tonturas, insónia, cefaleias, fraqueza, erupções cutâneas, dor no estômago, cansaço, enfartamento, flatulência, alterações da função renal, níveis elevados de creatina quinase, níveis baixos de fosfato no sangue e escurecimento da pele. 
O Eviplera pode causar também humor deprimido, depressão e sonhos anormais (principalmente se o medicamento é ingerido ao jantar).

### Efeitos secundários raros
Alterações no ritmo cardíaco (conhecidas como prolongamento do intervalo QT).

## Interações medicamentosas
Os medicamentos que alterem a acidez gástrica (antiácidos) podem bloquear a via pela qual o Eviplera é absorvido. Não se deve tomar com os inibidores da bomba de protões (IBP) como, por exemplo, o omeprazol.
Os antagonistas dos recetores H2 devem ser tomados 12 horas antes ou pelo menos 4 horas depois da toma do Eviplera. Quando se tomam outros medicamentos para a digestão ou suplementos de cálcio, também é necessário esperar pelo menos duas horas ou ingeri-los
quatro horas depois da toma do Eviplera pois podem impedir a absorção correta deste medicamento.

## Sobredosagem
Se ocorrer sobredosagem, o doente deve necessariamente ser monitorizado para pesquisa de toxicidade e, se necessário, deve ser administrada terapêutica de suporte, incluindo observação do estado clínico do doente e monitorização dos sinais vitais e ECG (intervalo QT).
Não existe um antídoto específico para sobredosagem com Eviplera. A hemodiálise pode remover até 30% da dose de emtricitabina e aproximadamente 10% da dose de tenofovir. Desconhece-se se a emtricitabina ou o tenofovir podem ser eliminados por diálise peritoneal. Visto que a rilpivirina está altamente ligada às proteínas, é improvável que a diálise resulte na remoção significativa da substância ativa.
A administração de carvão ativado pode também ser utilizada para auxiliar a remoção do cloridrato de rilpivirina não absorvido.